# Maizeret
Maizeret is een plaats en deelgemeente van de Belgische gemeente Andenne in de provincie Namen. Tot 1 januari 1977 was het een zelfstandige gemeente.

## Demografische ontwikkeling
- Bronnen:NIS, Opm:1831 tot en met 1970=volkstellingen, 1976= inwoneraantal op 31 december

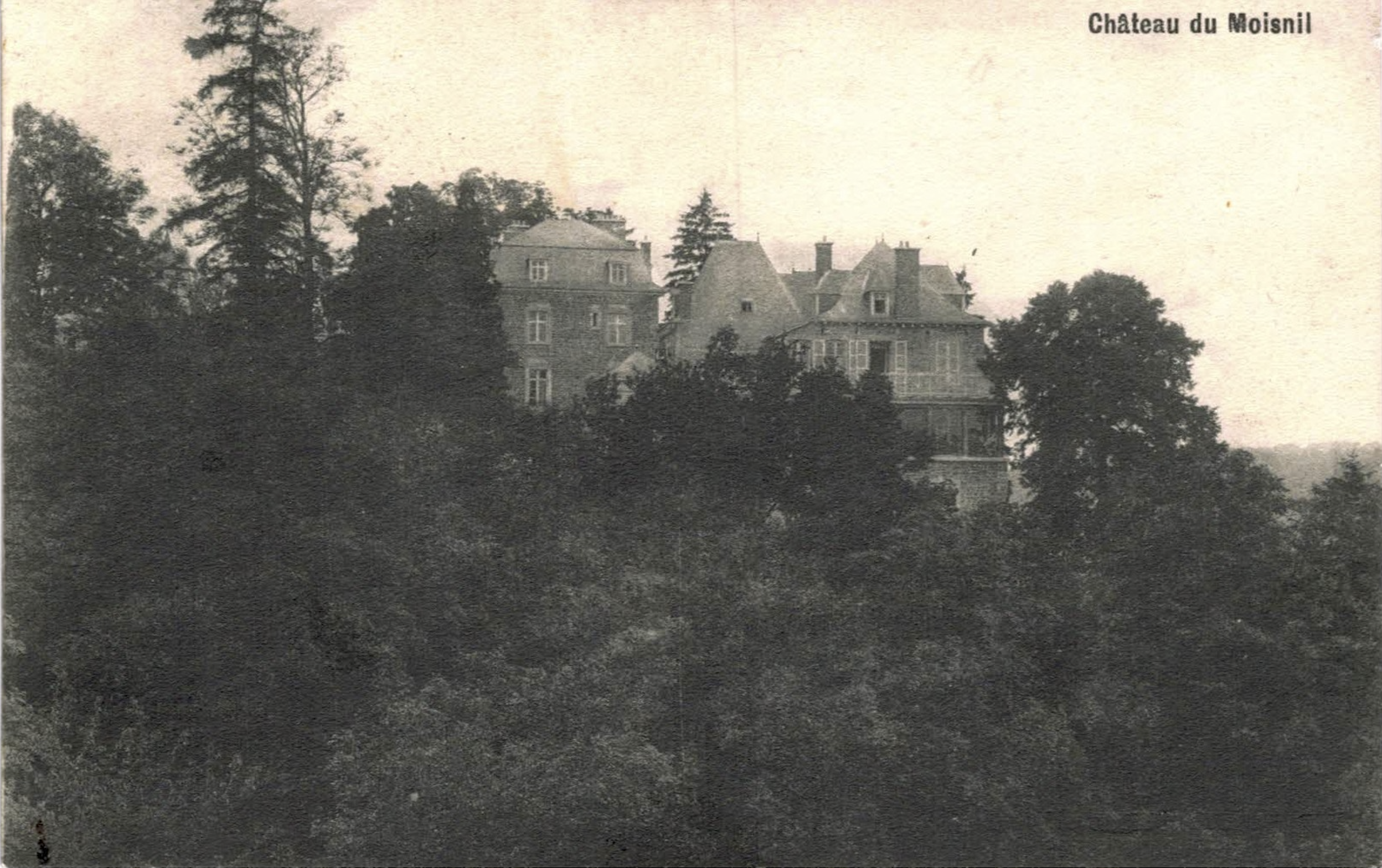
Kasteel van Moisnil
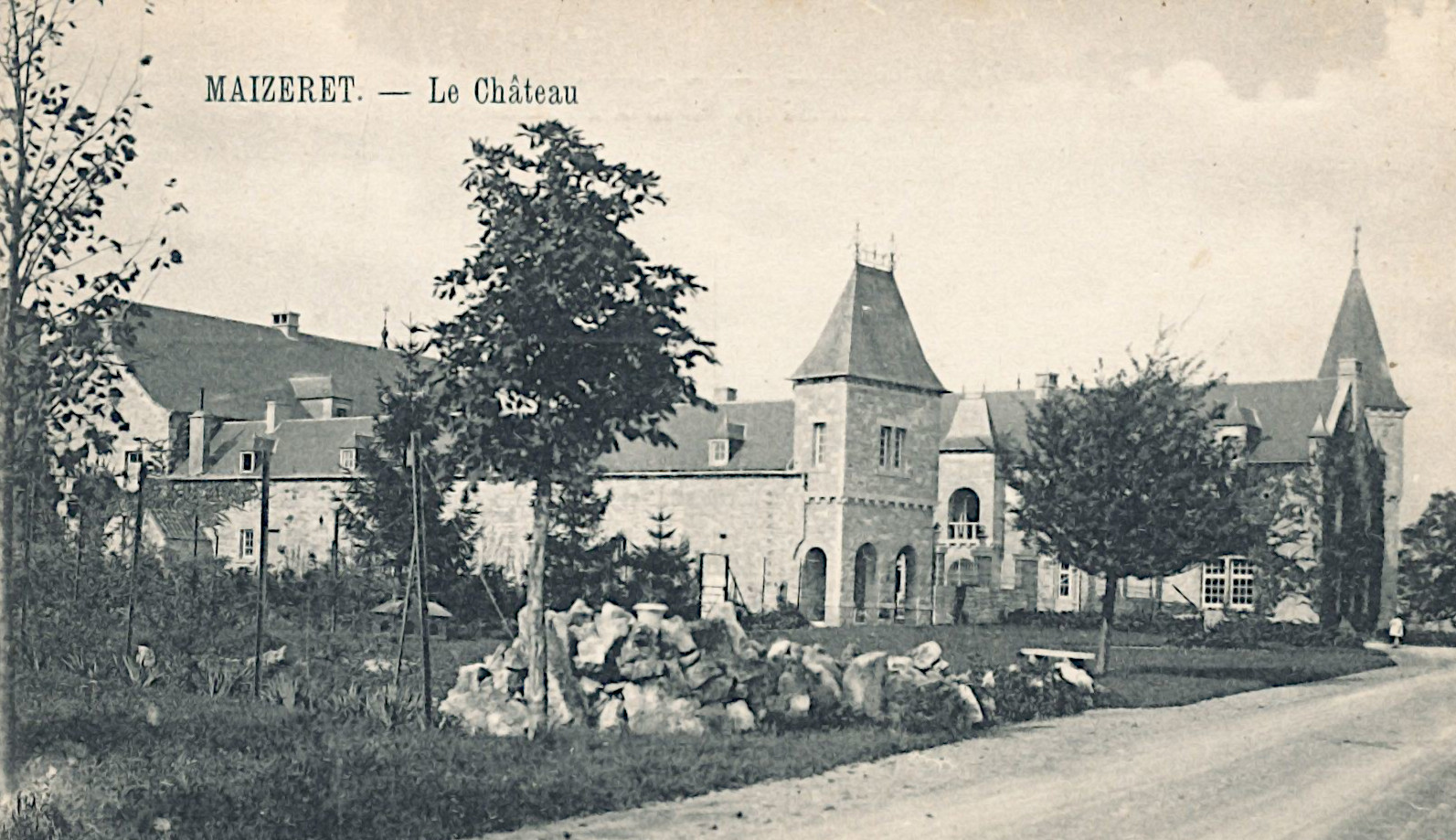
Kasteel van Maizeret
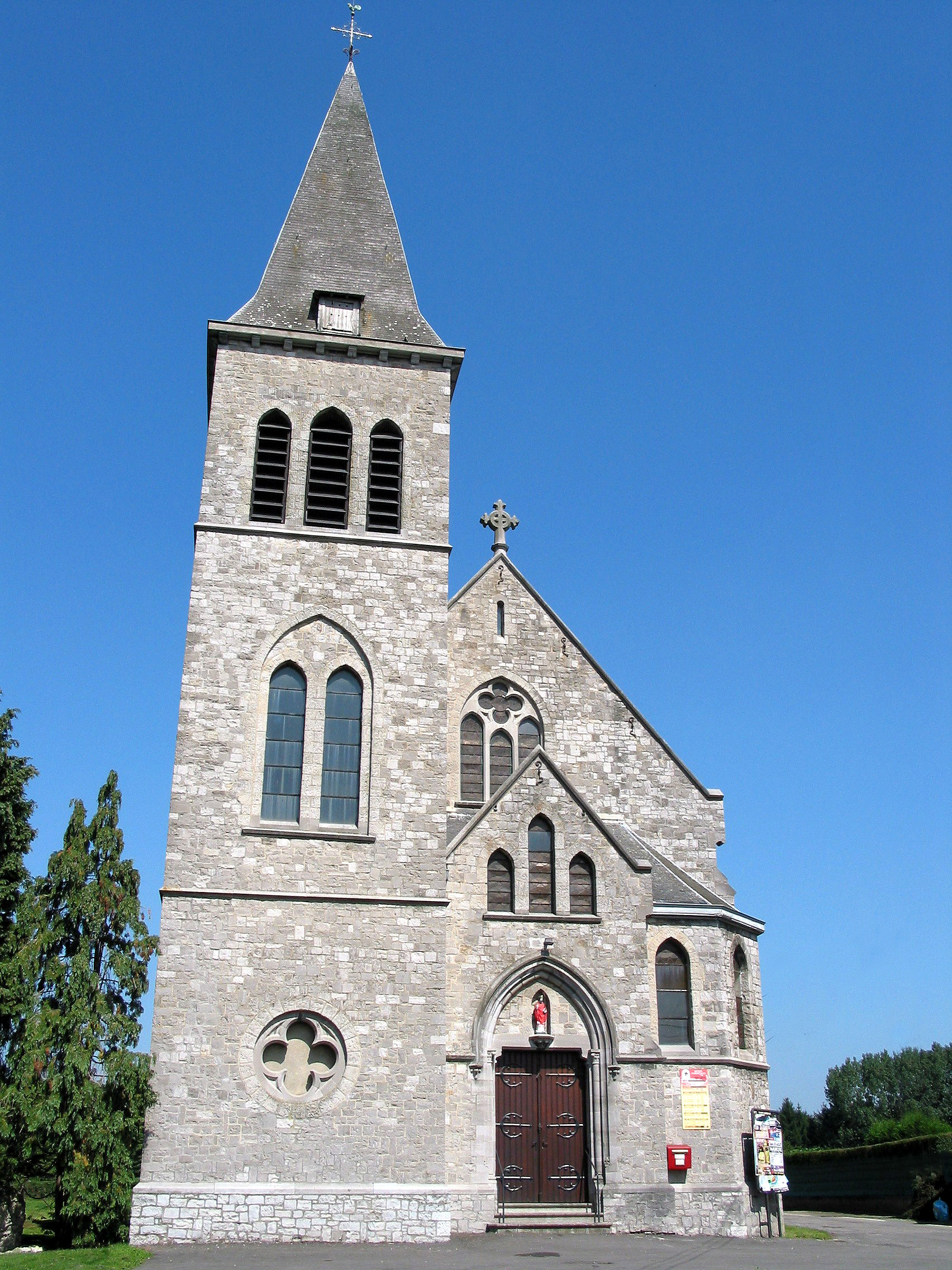
Kerk Saint-Martin (1926)
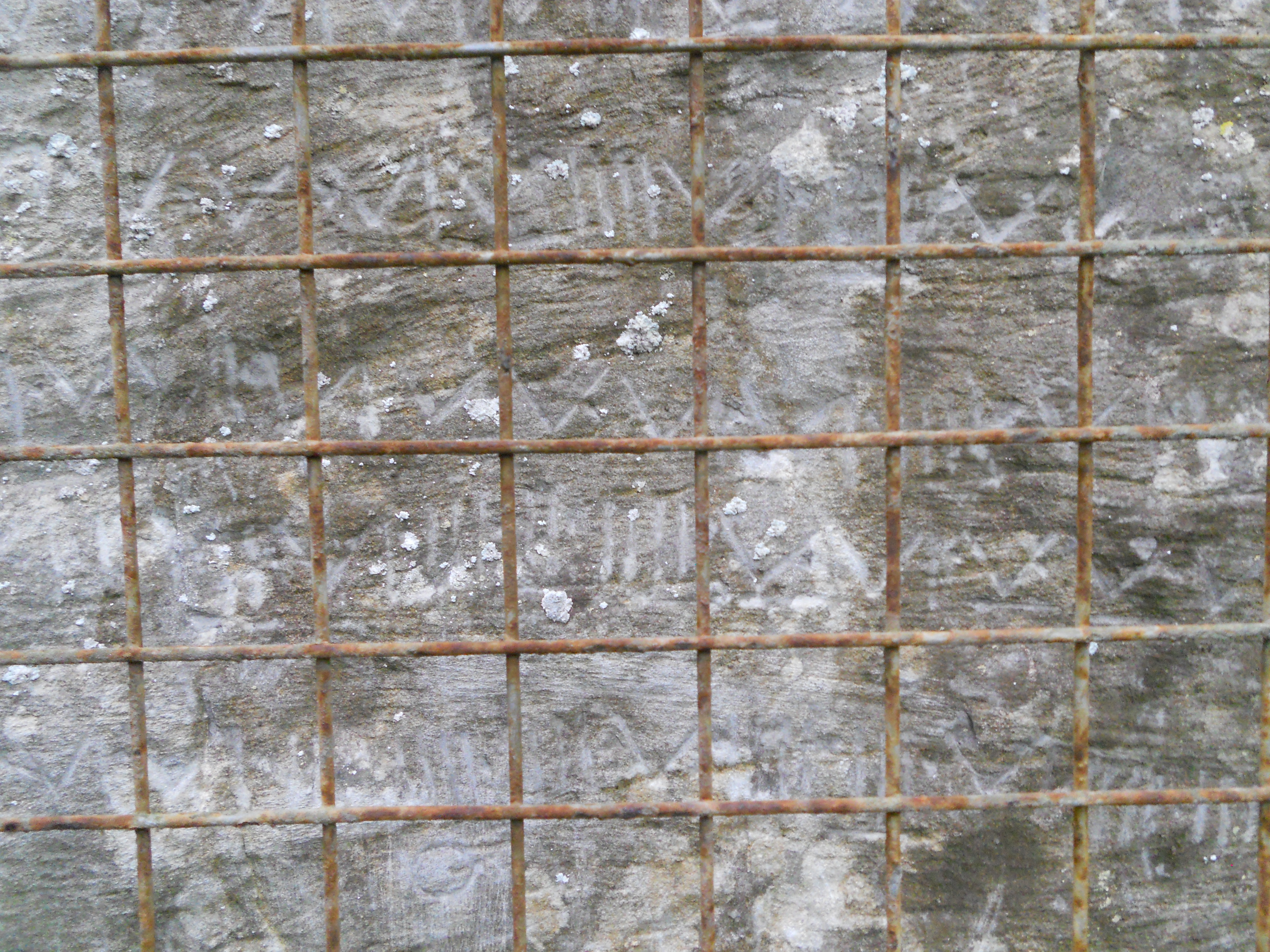
Ecritures de Maizeret
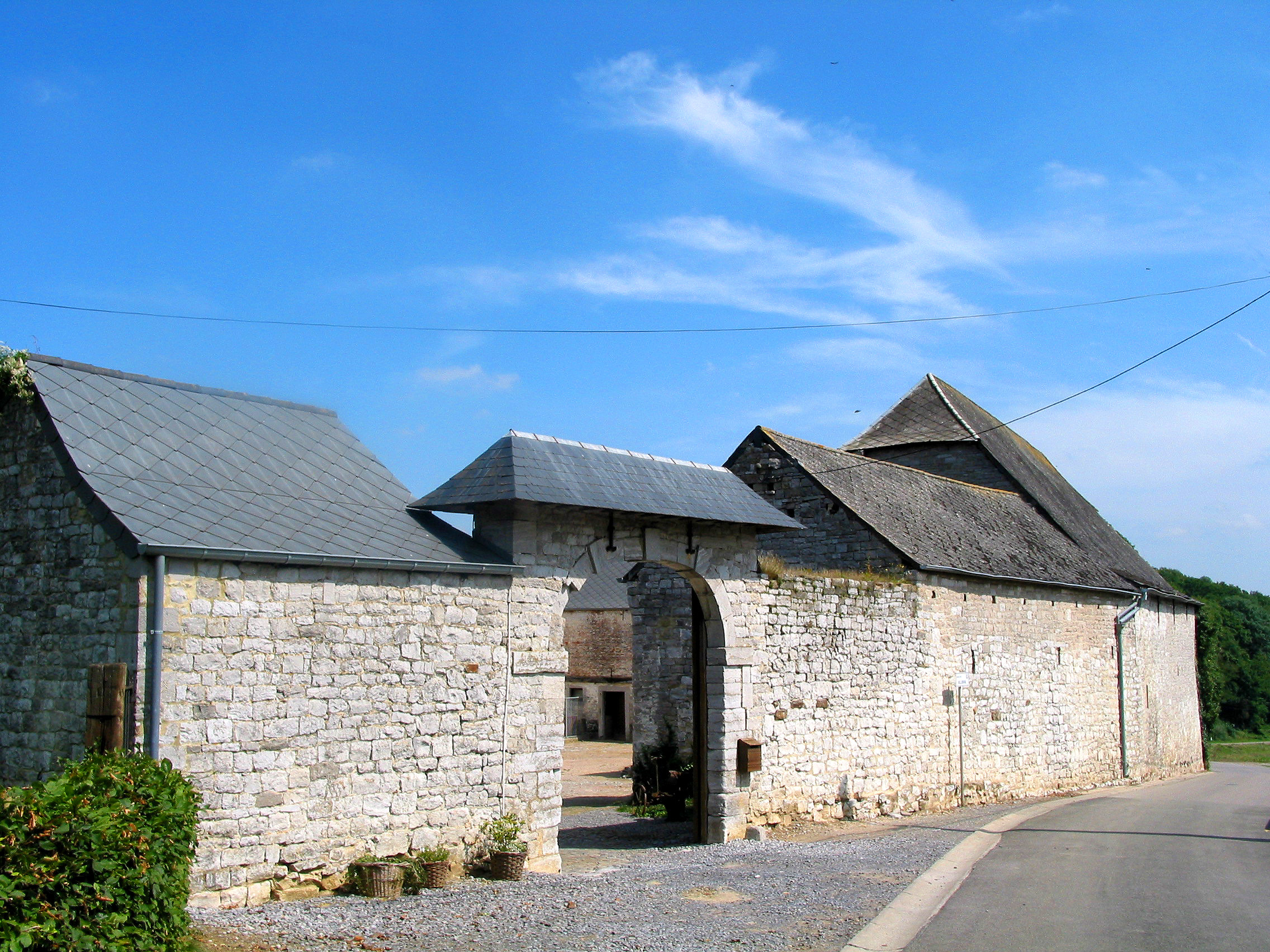